# Arent
株式会社Arent（アレント、英: Arent Inc.）は、東京都港区に本社を置く日本企業。建設業界向けにDXコンサルティングを行い、システム開発から事業化までをクライアント企業と共に行う「DX事業」と、自社開発のプロダクトやM&Aによって取得したグループ会社のプロダクトの開発と販売を行う「プロダクト事業」の2セグメントで事業を展開している。

## 概要
2012年7月創業。 「暗黙知を民主化する。」をミッションに掲げる。
業務効率化（コストカット）ではなく、売上をつくるDXを行うのが特徴。日本企業が持つコア技術を見極め、システム化し、新規事業創出（システム化したプロダクトを販売する）するまでをクライアント企業と共に行う。
こういった暗黙知や職人のノウハウは、鴨林、佐海を中心とした高度な数学力を持つメンバーが、専門家の知識やノウハウをルール化し、アルゴリズムに落とし込み、データ処理することで可能にしている。

## 社名
社名は、20世紀の卓越した思想家ハンナ・アーレント氏に由来。
「労働」に塗りつぶされるな、人間の本質は創造的な「仕事」と「活動」にある。彼女のそんな力強い主張は、自律型CADを開発する我々Arentの思いと深く通じあいます。また、ロゴマークは、「仕事」「活動」「労働」の理想のアンバランスを表現しています。

## 沿革
- 2012年
  - ７月 - 現代表取締役副社長の佐海文隆を中心として、静岡県浜松市中区（現：中央区）に各種ソフトウェアの受託開発及びスマートフォンアプリケーションの開発を目的として前身となる株式会社CFlatを設立
- 2015年
  - ７月 - 現代表取締役社長の鴨林広軌が株式会社CFlatに取締役として参画
- 2018年
  - ８月 - 現代表取締役社長の鴨林広軌が本格的に経営に参画することで佐海文隆との複数代表制となる
- 2019年
  - ４月 - 現代表取締役社長の鴨林広軌が代表を務めていた、システム会社である株式会社アストロテックソフトウェアデザインスタジオを吸収合併
- 2020年
  - ６月- 株式会社Arentへ社名変更しリブランディング
  - 7月 - 株式会社PlantStreamを設立（ 千代田化工建設株式会社とのジョイントベンチャー、2025年3月より株式会社Arentの完全子会社 ）
  - ７月 - シリーズBの資金調達を実施（JFEエンジニアリング株式会社と東京センチュリー株式会社が設立した共同投資ビークル「J&TC Frontier」より出資）
- 2021年
  - ３月 - 浜松市「浜松市ファンドサポート事業」に採択
  - ４月 - 株式会社PlantStreamより空間自動設計システム「PlantStream」をリリース
  - ４月 - 日清紡ホールディングス株式会社との共同出資により、Web3.0に関するDX事業を推進する株式会社VestOne（現 株式会社Arent AI）を設立（連結子会社）
  - ７月 - 中小企業庁による、ものづくり補助金1億円の採択が決定
  - 10月 - 日揮ホールディングス株式会社に最先端の３次元テクノロジー「INTEGNANCE VR」を提供
  - 11月 -シリーズCの資金調達を実施（ SBIインベストメントをリード投資家とし、新規投資家を引受先とした合計12億円の第三者割当増資の実施を発表）
  - 11月 - みずほ銀行及びりそな銀行などの金融機関から合計約7億円の融資
- 2022年
  - ２月 - JR東日本スタートアップ株式会社が主催する「STARTUP PITCH#3」において、協業企業に採択
  - ４月 - 建設業界向け自動配筋アプリ「LightningBIM 自動配筋」をリリース
  - ４月 - 株式会社VestOne（現 株式会社Arent AI）よりジェネレーティブNFT作成ツール「Vest One NFT Generator」をリリース
  - ９月 - マイクロソフト社のスタートアップ支援プログラム「Microsoft for Startups」に採択
  - 10月- 新CROに三木武人が就任
- 2023年
  - ３月 - 東京証券取引所グロース市場へ上場。
  - ６月 - 経済産業省発行「2023年版ものづくり白書」に日本のDX成功例として掲載
- 2024年
  - １月 - Revitのファミリデータをクラウド上で一元管理可能なアプリ『Lightning BIM ファミリ管理』をリリース
  - ３月 - 高砂熱学工業株式会社と業務プロセスを変革する９つのSaaSを連携したプラットフォーム「PLANETSｰ開発コードネームｰ」の共同開発を発表
  - ４月 - Arent Vietnam, Co.,Ltd.を設立
  - ８月 - 子会社の株式会社VestOneを「株式会社Arent AI」へ社名変更し、 「生成AI」に特化した事業へ事業転換
- 2025年
  - 1月 -  株式会社構造ソフトの全株式を取得し、⼦会社化
  - 3月 -  株式会社PlantStreamの全株式を取得し、⼦会社化
  - 5月 -  株式会社スタッグの全株式を取得し、完全子会社化することを目的とした株式譲渡契約を締結（株式取得完了は2025年7月1日予定）

## アワード
- 2020年11月 - 「Mizuho Innovation Award」受賞
- 2021年7月 - 「エンジニアリング奨励特別賞」受賞
- 2021年12月 - 「東京ベンチャー企業選手権大会2021 優秀賞」受賞
- 2022年11月 - 「Forbes JAPAN 200 SUPERSTAR ENTREPRENEURS」に選出
- 2023年2月 - 「インフラDX大賞　国土交通大臣賞」受賞
- 2023年6月 - 「日本DX大賞BX（ビジネストランスフォーメーション）部門　特別賞」受賞

## 拠点情報
- 東京オフィス（本社）: 東京都港区浜松町二丁目7番19号　KDX浜松町ビル3階
- 浜松オフィス： 静岡県浜松市中区常盤町145-1大樹生命浜松ビル306